# Tårnby

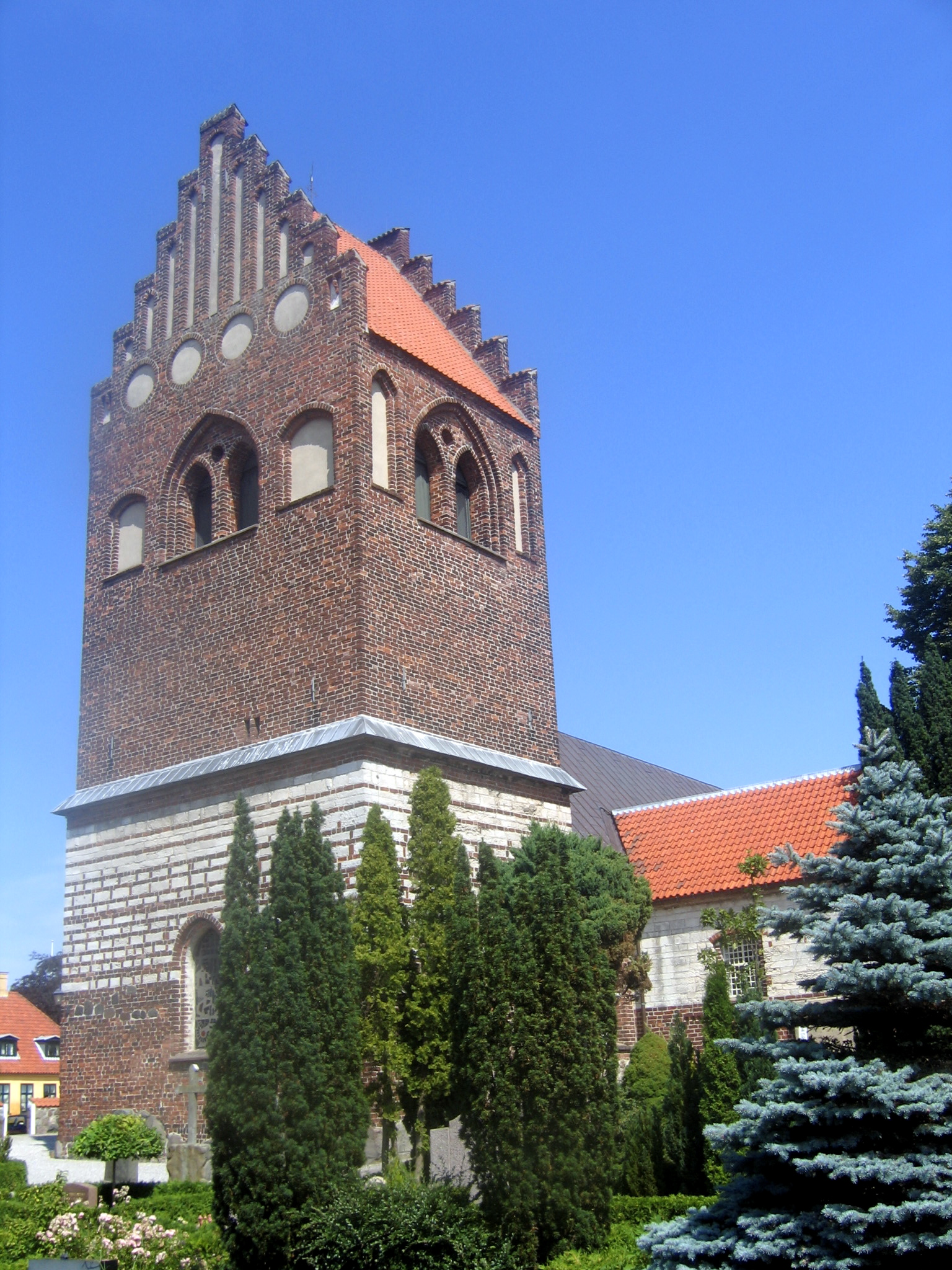
Chiesa di Tårnby

Tårnby è un comune danese di 41 149 (2012) abitanti situato nella regione di Hovedstaden.

## Luogo
Il comune è situato per la maggior parte sull'isola di Amager ma comprende anche le isole di Saltholm e Peberholm, coprendo un'area di 65 km².
Il comune è nato dalla riunificazione delle località prima indipendenti di Tårnby e Kastrup, e dei villaggi di Ullerup e Tømmerup. Il municipio della città è infatti situato su Amager Landevej, che da sempre costituisce la linea di demarcazione tra Tårnby e Kastrup. In occasione della riforma municipale che ha unito diversi comuni danesi a livello nazionale a partire dal 1º gennaio 2007, Tårnby non ne è stata oggetto e ha mantenuto i suoi confini originari.
Tårnby è divisa principalmente in tre zone: Kastrup, Tårnby e Vestamager. Kastrup, situata a nord-est del territorio comunale, è caratterizzata da un'alta densità di appartamenti e dal porto; Tårnby, ad ovest di Kastrup, è conosciuta per le sue case antiche; Vestamager, ad ovest di Tårnby, si differenzia dalle altre due zone per la presenza di case ancor più piccole circondate da ampi giardini.
Il comune confina con Copenaghen a nord e Dragør a sud; i tre comuni costituiscono insieme l'intera superficie dell'isola di Amager. Ad est si trova l'Øresund (il suono), lo stretto che separa la Danimarca dalla Svezia. Ad ovest si trova la baia di Køge (Køge Bugt).
L'autostrada E20 Amager Motorvej (Amagermotorvejen) / Øresund Motorway (Øresundsmotorvejen) corre attraverso la superficie del comune: verso est conduce sull'isola di Peberholm verso la Svezia superando il ponte sull'Øresund; verso ovest attraversa la baia di Køge verso Avedøre Holme nel comune di Hvidovre superando il ponte di Kalvebod (Kalvebodbroen) lungo 241 metri.
La maggior parte dell'aeroporto di Copenaghen si trova nel territorio municipale, arrivando ad occuparne il 19%. L'aeroporto ha avuto un forte impatto sull'area, in termini sia positivi sia negativi. In passato sono state fatte scelte che hanno ritenuto prioritari gli interessi dell'aeroporto per il paese a scapito dei desideri locali. Ad ogni modo, l'aeroporto costituisce un'importante fonte di vantaggi economici per l'economia locale.
Demograficamente parlando, Tårnby ha una popolazione leggermente più anziana di Copenaghen. Tale andamento è atteso in crescita nei prossimi anni. Il reddito pro capite è leggermente più basso rispetto alla media di Copenaghen. Il comune prevede una bassa aliquota d'imposta rispetto all'intera cintura di Copenaghen.
Politicamente, il comune ha avuto una linea molto stabile. Il sindaco attuale, Henrik Zimino, è membro del partito dei Social Democratici (Socialdemokraterne). Dagli anni '30 fino ai primi anni del XXI secolo ci sono stati soli 4 sindaci, tutti socialdemocratici. Il consiglio comunale ha sempre avuto una maggioranza di socialdemocratici.
La prima menzione di Tårnby negli archivi storici risale al 1135. Il nome Tårnby si pensa possa derivare da torn o tjørn, un arbusto usato dalla comunità. La chiesa locale fu costruita nel XII secolo.
La comunità era ancora in gran parte rurale fino alla metà del XX secolo quando l'espansione dell'aeroporto, la costruzione di nuove autostrade e vie e un boom di popolazione nella città di Copenaghen incoraggiarono la costruzione di nuove case e appartamenti.
Il comune comprende 4 parrocchie due delle quali, in quanto di creazione contemporanea, non hanno mai costituito un municipio.

## Sport
Nel 2012 ha ospitato i campionati mondiali senior di curling e nel 2014 i Campionati europei misti di curling.